# Oxalis anthelmintica
Oxalis anthelmintica är en harsyreväxtart som beskrevs av Achille Richard. Oxalis anthelmintica ingår i släktet oxalisar, och familjen harsyreväxter.

## Underarter
Arten delas in i följande underarter:
- O. a. glabrostyla
- O. a. glanduligera